# Freccia Vallone 1980
La Freccia Vallone 1980, quarantaquattresima edizione della corsa, si svolse il 17 aprile 1980 per un percorso di 248 km. La vittoria fu appannaggio dell'italiano Giuseppe Saronni, che completò il percorso in 6h29'00" precedendo lo svedese Sven-Åke Nilsson e il francese Bernard Hinault.
Al traguardo di Spa furono 47 i ciclisti, dei 209 partiti da Mons, che portarono a termine la competizione.

## Ordine d'arrivo (Top 10)
| Pos. | Corridore                | Squadra               | Tempo    |
| ---- | ------------------------ | --------------------- | -------- |
| 1    | Giuseppe Saronni         | Gis Gelati            | 6h29'00" |
| 2    | Sven-Åke Nilsson         | Miko-Mercier-Vivagel  | a 2"     |
| 3    | Bernard Hinault          | Renault-Gitane        | 1'40"    |
| 4    | Guido Van Calster        | Splendor-Admiral      | s.t.     |
| 5    | Jean-René Bernaudeau     | Renault-Gitane        | s.t.     |
| 6    | Henk Lubberding          | TI-Raleigh-Creda      | s.t.     |
| 7    | Hennie Kuiper            | Peugeot-Esso-Michelin | s.t.     |
| 8    | Jo Maas                  | DAF Trucks-Lejeune    | s.t.     |
| 9    | Gianbattista Baronchelli | Bianchi-Piaggio       | s.t.     |
| 10   | Joop Zoetemelk           | TI-Raleigh-Creda      | s.t.     |